# Albertinenaue

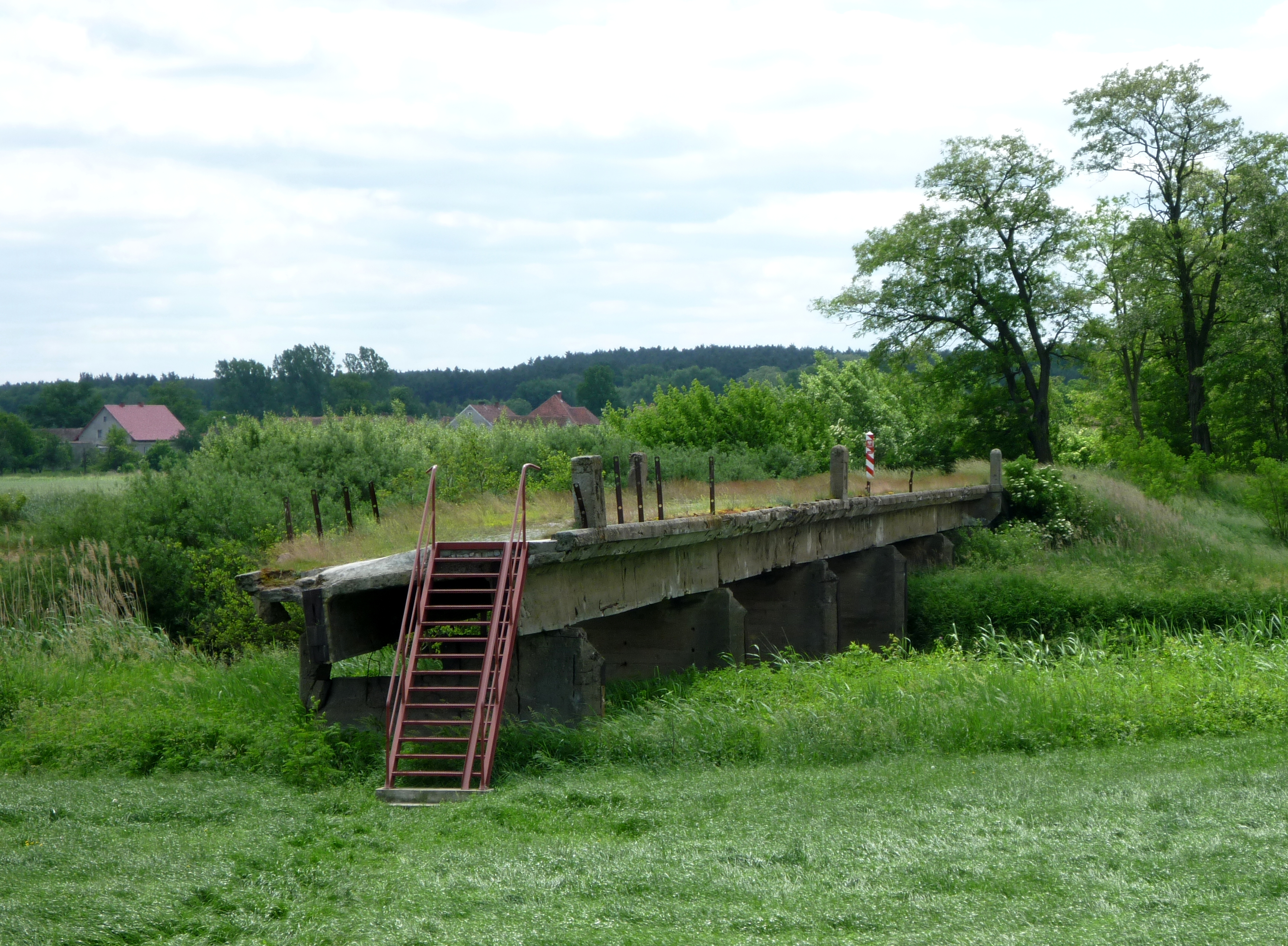
Brücke über die Neiße zwischen Albertinenaue und Markosice

Albertinenaue, niedersorbisch Albertininy Ług, ist ein bewohnter Gemeindeteil von Taubendorf, einem Ortsteil der Gemeinde Schenkendöbern im Landkreis Spree-Neiße in Brandenburg.

## Lage
Das aus drei Einzelhöfen bestehende Dorf liegt in der Niederlausitz unmittelbar an der Grenze zu Polen und zählt zum amtlichen Siedlungsgebiet der Sorben/Wenden. Die Stadt Guben liegt etwa vierzehn Kilometer entfernt. Umliegende Ortschaften sind Groß Gastrose im Norden, die bereits in Polen liegenden Dörfer Sadzarzewice im Nordosten, Markosice im Osten und Późna im Süden, die zur Gemeinde Jänschwalde gehörenden Ortsteile Grießen im Südwesten und Jänschwalde-Dorf im Westen sowie Taubendorf im Nordwesten.
Albertinenaue liegt etwa zwei Kilometer südöstlich der Bundesstraße 112 von Forst nach Frankfurt (Oder). Östlich des Dorfes fließt die Lausitzer Neiße entlang der Grenze zu Polen.

## Geschichte
Albertinenaue wurde erstmals im Jahr 1722 als „Loisen-Hoff“ urkundlich erwähnt. Dieselbe Urkunde benennt als Bewohner des Dorfes einen Hofmann und einen Häusler („Hausmann“). Damals diente Albertinenaue als Vorwerk für das benachbarte Pohsen. 1867 wurde der Hof durch den damaligen Amtsmann Albert Julius Kniehase zu Ehren seiner Frau Caroline Albertine Merten in „Albertinenaue“ umbenannt.
Ab 1891 umfasste das Vorwerk etwa 180 Hektar Land und gehörte zum Rittergut Pohsen. 1895 hatte es 15 Einwohner. Im Jahr 1921 kaufte der Fabrikbesitzer Emil Rumsch das Gut Pohsen mit Vorwerk Albertinenaue. Dieser Gesamtbesitz umfasste zu diesem Zeitpunkt etwa 85 Hektar Ackerland, 15 Hektar Wiesen- und Weideland, vier Hektar Wald und weitere vier Hektar Umland. Durch Verkäufe und Gebietsaufteilungen schrumpfte die Fläche des Gutes Pohsen bis 1929 auf 75 Hektar, Gutsherrin wurde Fabrikbesitzerin Frau E. Rumsch zu Forst. Als Verwalter fungierte Paul Rumsch. Später erbaute Rumsch in Albertinenaue ein Wirtschaftshaus, welches im Zweiten Weltkrieg allerdings zerstört wurde. Eine Neißebrücke des Dorfes wurde gegen Ende des Zweiten Weltkrieges von der Wehrmacht zerstört, um das Voranschreiten der Roten Armee zu behindern. Am 15. Februar 1945 marschierten Truppen der Roten Armee in der Umgebung ein, Albertinenaue wurde dabei beinahe vollständig zerstört.
Nach dem Krieg wurde der Hof wieder aufgebaut. In der Folgezeit hielt die Familie hier Pferde, Schweine und Kühe. Zudem kamen Flüchtlinge aus den ehemaligen deutschen Ostgebieten als neue Bewohner hinzu. 1953 wurde das Gut enteignet. Die Brücke über die Neiße wurde notdürftig wieder hergerichtet.
Albertinenaue lag seit jeher im Königreich Preußen, zwischen 1816 und 1945 war der Ort dort Teil des Regierungsbezirkes Frankfurt in der Teilprovinz Neumark. Innerhalb des Regierungsbezirkes wurde die Landgemeinde vom Amtsbezirk Strega verwaltet. Albertinenaue gehörte seit jeher zur Landgemeinde Pohsen. Albertinenaue war der einzige Ortsteil der Landgemeinde, der westlich der Lausitzer Neiße lag, und somit auch der einzige Ortsteil, der bei der Grenzziehung zur Zeit nach dem Zweiten Weltkrieg der Sowjetischen Besatzungszone zugeordnet wurde. Damit wurde der Ort in die Gemeinde Taubendorf umgegliedert.
Zur Zeit der Sowjetischen Besatzungszone lag Albertinenaue zwei Jahre im Landkreis Cottbus. Am 25. Juli 1952 wurde das Dorf dem neu gebildeten Kreis Guben im Bezirk Cottbus zugeordnet. Zum 1. Februar 1974 kam Albertinenaue im Zuge der Eingemeindung von Taubendorf in die Gemeinde Groß Gastrose. Nach der Wende lag Albertinenaue zunächst im Landkreis Guben und wurde mit der brandenburgischen Kreisreform vom 6. Dezember 1993 dem Landkreis Spree-Neiße zugeordnet. Am 28. Mai 1998 wurde Albertinenaue der neu gebildeten Gemeinde Gastrose-Kerkwitz angeschlossen. Am 26. Oktober 2003 wurde diese Gemeinde wieder aufgelöst und Albertinenaue kam zunächst als Wohnplatz von Taubendorf an die Gemeinde Schenkendöbern. Am 14. Oktober 2010 wurde Albertinenaue zu einem bewohnten Gemeindeteil aufgestuft.
Albertinenaue ist Teil der Kirchengemeinde Kerkwitz. Diese gehört zur Pfarrei Guben, welche seit dem 1. September 2004 dem Dekanat Cottbus-Neuzelle untergeordnet ist und zur Evangelischen Kirche Berlin-Brandenburg-schlesische Oberlausitz gehört.